# Calle Estrella (Belén)

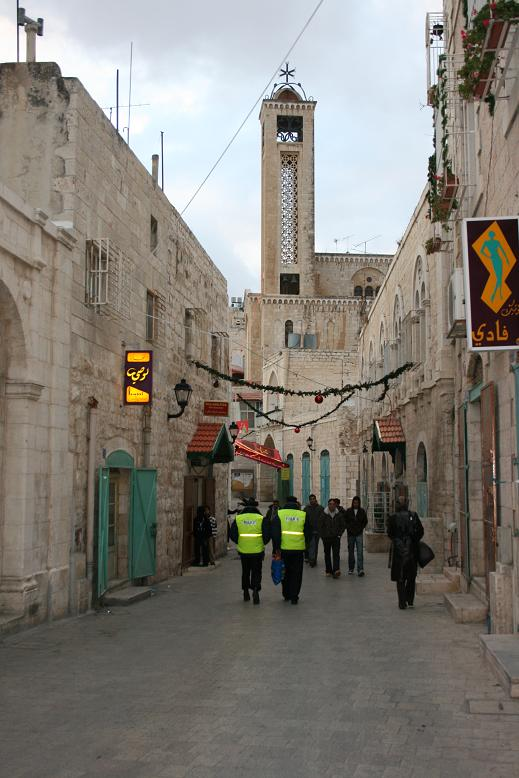
Vista de la Calle

La Calle Estrella (en árabe: شارع النجمة) es una de las calles comerciales más antiguas de la ciudad de Belén, en Cisjordania, Palestina que conecta la parte norte de la Ciudad Vieja a la parte sur. La mayoría de los edificios a lo largo de la calle de la estrella fueron construidos en el siglo XIX. Antes de la Segunda Intifada en 2001, había 98 tiendas en la calle Estrella. Debido a una fuerte caída en el turismo en Belén a causa de la violencia, casi la mitad estaban cerrados. Sin embargo, en 2008 el número de tiendas aumentó a 63. Desde junio de 2008, un "mercado de los jueves", una celebración de todo el día de los negocios, el comercio, y la comunidad, se ha establecido para animar a las empresas a lo largo de la calle. El Museo folclórico de Belén y la histórica Casa de Mansour se encuentran en la calle Estrella.